# Westerkrangeweersterpolder
De Westerkrangeweersterpolder is een voormalig waterschap in de provincie Groningen.
De polder lag ten zuidwesten van Stedum. De noordgrens liep globaal van de duiker op het kruispunt van de spoorlijn Groningen - Delfzijl en het Maarvliet naar de splitsing van de Crengeweersterweg en de Bedumerweg. De oostgrens was de Crangeweersterweg, de zuidgrens het Westerwijtwerdermaar en de westgrens was het Maarvliet. Het gebied werd bemalen door een windmotor (de Wypkema's molen) die uitsloeg op het Maarvliet.  De tegenwoordige beheerder van het gebied is het waterschap Noorderzijlvest.
Hoewel het jaartal van oprichting niet bekend is, wordt deze polder door C.C. Geertsema in zijn standaardwerk De Zeeweringen (...) genoemd als de oudste polder binnen Hunsingo.
Waterstaatkundig gezien ligt het gebied sinds 1995 binnen dat van het waterschap Noorderzijlvest.